# Diogmites perplexus
Diogmites perplexus là một loài ruồi trong họ Asilidae. Diogmites perplexus được Back miêu tả năm 1909. Loài này phân bố ở vùng Tân Bắc giới.